# Société congolaise des postes et télécommunications
 (mai 2016).
Si vous disposez d'ouvrages ou d'articles de référence ou si vous connaissez des sites web de qualité traitant du thème abordé ici, merci de compléter l'article en donnant les références utiles à sa vérifiabilité et en les liant à la section « Notes et références ».
Pour les articles homonymes, voir La Poste.
La Société congolaise des postes et télécommunications (SCPT) est une entreprise publique du service postal et de télécommunications de la République démocratique du Congo. Elle a également un siège dans chaque chef lieu de six provinces du Congo. Celle-ci dépend du ministère des Postes et Télécommunications.

## Réglementation
La restructuration du secteur des postes et télécommunications au Congo RDC débute en 2002 par la promulgation des trois lois sur le service postal, les télécommunications et la création de l’Autorité de régulation de la poste et des télécommunications, instituant la séparation du rôle d’opérateur de celui de réglementation du secteur.
L'Administration postale devenu Office congolais des postes et télécommunications en 1968, se transforme à nouveau par la loi no 08/007 du 8 juillet 2008, pour se muer en société commerciale et prendre le nom de Société congolaise des postes et télécommunications, avec le sigle SCPT

## Activités
La société opère dans cinq domaines d'activités :
- poste traditionnelle
- messagerie express (EMS)
- services financiers (PosteFinances)
- télécommunications
- télécommunications par fibre optique